# USS Constitution
USS Constitution, også kaldet Old Ironsides (Den Gamle Jernsider), er en nordamerikansk, tremastet fregat af træ, som blev opkaldt af præsidenten George Washington efter USA's forfatning. Skibet er det ældste søfartøj i verden, der stadig sejler. Dog er HMS Victory 30 år ældre og hermed verdens stadig eksisterende, allerældste skib, men det har stået i en tørdok siden 1922..
Skibet var søsat i 1797 fra Edmund Hartts skibsværft i Boston med jomfru-rejse i 1798 som en af de seks første USA frigatter, som skulle være den unge flådes hovedskibe. Derfor var de seks frigatter de mere sværbevæbnede og bygget mere robuste end almindelige fregatter. Constitutio
Constitution er mest kendt for indsatsen i krigen i 1812 mod Storbritannien, hvor skibet tog adskillige købmandsskibe til fange og slog 5 britiske krigsskibe HMS Guerriere, HMS Java, HMS Pictou, HMS Cyane, og HMS Levant. Det var den sejrrige kamp mod HMS Guerriere, hvor frigatten fik kælenavnet "Old Ironsides" og vandt stor beundring hos befolkningen, hvilket gentagne gange bevarede skibet fra at blive ophugget og skrottet. Skibet fortsatte med at være flagskibet i den amerikanske flåde og tog ud på en jordomsejling i 1840erne. Under den amerikanske borgerkrig blev skibet brugt som træningsskib. 

Fregatten bragte også amerikanske kunstværker og industrielle udstillinger til Verdensudstillingen i Paris i 1878.
Constitution blev fritaget fra aktiv krigstjeneste i 1881 og blev derefter museumskib i 1907. I året 1934 startede skibet på en treårig tourne-omsejling af 90 havne i hele USA. Skibet sejlede af sin egen kraft til dens eget 200-års jubilæum i 1997 og igen i august 2012 for at mindes 200-årsdagen for sejren over HMS Guerriere.